# AS Saint Michel
Association Sportive Saint Michel Elgeco Plus w skrócie AS Saint Michel bądź ASSM Elgeco Plus – madagaskarski klub piłkarski z siedzibą w Anamalandze, występujący w pierwszej lidze madagaskarskiej.

## Historia
Zespół AS Saint-Michel dwukrotnie zdobył tytuł mistrza Madagaskaru (1971, 1978) a także Puchar Madagaskaru (1980). W 2013 roku klub o tej samej nazwie grał w najwyższej lidze madagaskarskiej, zdobywając nawet tytuł wicemistrza kraju.
W 1972 roku, mistrzowie Madagaskaru wzięli udział w Afrykańskiej Lidze Mistrzów. W pierwszej rundzie zmierzyli się z mistrzem Tanzanii, czyli Young Africans SC. Madagaskarczycy wygrali u siebie 2–0, jednak przegrali w Tanzanii 0–1. Madagaskarscy piłkarze wygrali jednak w dwumeczu 2–1 i awansowali do kolejnej rundy. W niej zaś, trafili na mistrza Zambii, czyli zespół Kabwe Warriors. W Zambii, padł wynik 2–1 dla gospodarzy. Mecz w Antananarywie zakończył się rezultatem 0–3, co w dwumeczu przełożyło się na rezultat 1–5 na korzyść Zambijczyków. Madagaskarczycy odpadli z turnieju. Z niewiadomych przyczyn, piłkarze z Antananarywy nie wzięli udziału w Afrykańskiej Lidze Mistrzów w 1979 roku (zdobyli rok wcześniej tytuł mistrzowski).
W związku z tym, że wygrali w 1980 roku Puchar Madagaskaru, uzyskali awans do Afrykańskiego Pucharu Zdobywców Pucharów w 1981 roku. Trafili w pierwszej rundzie na zdobywcę Pucharu Zimbabwe, czyli CAPS United. W pierwszym meczu w Harare, padł wynik aż 8–1 na korzyść Zimbabwejczyków. Do rewanżu na Madagaskarze w ogóle nie doszło, tym samym zawodnicy z Harare automatycznie awansowali do drugiej rundy. Piłkarze AS Saint-Michel odpadli z rywalizacji.

## Sukcesy
- I liga[7]:
  - mistrzostwo (2):  1971, 1978.

- Puchar Madagaskaru[8]:
  - zwycięstwo (5):  1980, 2013, 2014, 2018, 2022.

## Występy w afrykańskich pucharach
| Sezon     | Rozgrywki                 | Runda   | Kraj              | Klub                        | Dom | Wyjazd | Dwumecz      |
| --------- | ------------------------- | ------- | ----------------- | --------------------------- | --- | ------ | ------------ |
| 1972      | Puchar Mistrzów           | 1       | Tanzania          | Young Africans SC           | 2–0 | 0–1    | 2–1          |
| 1972      | Puchar Mistrzów           | 2       | Zambia            | Kabwe Warriors              | 1–2 | 0–3    | 1–5          |
| 1981      | Puchar Zdobywców Pucharów | 1       | Zimbabwe          | CAPS United                 | –   | 1–8    | –            |
| 2014      | Puchar Konfederacji       | wstępna | Seszele           | St Michel United FC         | 2–1 | 1–2    | 3–3 (k. 6–7) |
| 2015      | Puchar Konfederacji       | wstępna | Uganda            | Uganda Revenue Authority SC | 0–1 | 2–3    | 2–4          |
| 2017      | Puchar Konfederacji       | wstępna | Południowa Afryka | Supersport United FC        | 0–0 | 1–2    | 1–2          |
| 2018/2019 | Puchar Konfederacji       | wstępna | Gwinea Równikowa  | Deportivo Unidad            | 3–1 | 1–2    | 4–3          |
| 2018/2019 | Puchar Konfederacji       | 1       | Południowa Afryka | Kaizer Chiefs FC            | 0–3 | 0–3    | 0–6          |
| 2022/2023 | Puchar Konfederacji       | wstępna | Kamerun           | PWD Bamenda                 | 1–0 | 1–1    | 2–1          |
| 2022/2023 | Puchar Konfederacji       | 1       | Południowa Afryka | Marumo Gallants FC          | 1–3 | 0–1    | 1–4          |